# Stéphane Yonnet
Stéphane Yonnet (ur. 18 maja 1976) – francuski narciarz, specjalista narciarstwa dowolnego. Jego największym sukcesem jest złoty medal w jeździe po muldach podwójnych wywalczony podczas mistrzostw świata w Whistler. Nigdy nie startował na igrzyskach olimpijskich. Najlepsze wyniki w Pucharze Świata osiągnął w sezonie 2000/2001, kiedy to zajął 46. miejsce w klasyfikacji generalnej.
W 2002 roku zakończył karierę.

## Osiągnięcia

### Mistrzostwa świata
| Miejsce | Dzień       | Rok  | Miejscowość | Konkurencja    | Zwycięzca |
| ------- | ----------- | ---- | ----------- | -------------- | --------- |
| 1.      | 21 stycznia | 2001 | Whistler    | Muldy podwójne | –         |

### Puchar Świata

#### Miejsca w klasyfikacji generalnej
- sezon 1998/1999: 64.
- sezon 1999/2000: 65.
- sezon 2000/2001: 46.
- sezon 2001/2002: 50.

#### Miejsca na podium
- Yonnet nigdy nie stawał na podium zawodów Pucharu Świata.